# Argiroprata
Argiroprata (em grego: Αργυροπράτες; romaniz.: Argyroprátes; em latim: argentius) foi um termo empregado no mundo bizantino para designar agiotas (sécs. VI-IX) e vendedores de ouro e prata (séc. X) Pelo século VI, sabe-se que os argiropratas atuavam em grandes centros imperiais como Alexandria e Constantinopla, sendo que os da capital eram essencialmente ricos e influentes, de modo que alguns deles, como Juliano Argentário, foram ricos o suficiente para construir igrejas. Privadamente emprestavam dinheiro a 8 porcento de juros mediante a venda de objetos preciosos como garantia do pagamentos dos débitos.
Esta prática acabou sendo combinada com várias funções do Estado o que permitiu a alguns deles adquirir significativa riqueza e exercer influência política. Alguns selos dos argiropratas datados dos séculos VII-VIII implicam que a atividade oficial deles continuou por muito tempo após o reinado de Justiniano (r. 527–565), que havia destinado três leis a eles, e o uso do termo argiroprata como sinônimo de agiota pode ainda ser encontrado nas Basílicas do século IX.
No século X, o termo argiroprata também passou a designar vendedores de ouro e prata. O Livro do Eparca do século X descreve uma guilda dos argiropratas que concentrava-se principalmente com a venda de ouro, prata, bilhão e pedras preciosas. Embora exista no mesmo Livro do Eparca uma referência aos argiropratas atuando como cambistas, muitas das operações financeiras deles parecem ter sido transferidas para os trapezitas (banqueiros), que formaram uma guilda separada. Após o século X, o termo deixou de ser empregado.